# Didynamia

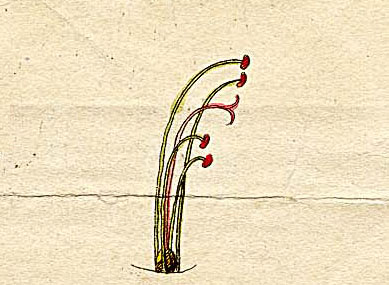
Didynamia

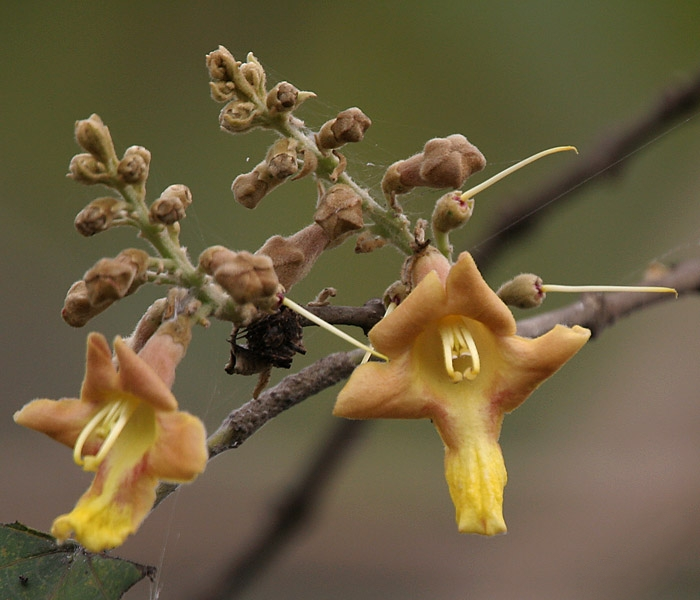
Gmelina.

Em botânica, didynamia  é uma classe de plantas segundo o sistema de Linné.  Apresentam flores hermafroditas com quatro estames livres, sendo dois maiores e dois menores.
As ordens e os gêneros que constituem esta classe são:
Ordem 1. Gymnospermia (com sementes nuas, sem a proteção de um pericarpo)
Gêneros: Ajuga, Teucrium, Satureja, Thymbra, Hyssopus, Nepeta, Lavandula, Betonica, Sideritis, Mentha, Glecoma, Orvala, Lamium, Galeopsis, Stachys, Ballota, Marrubium, Leonurus, Phlomis, Moluccella, Clinopodium, Origanum, Thymus, Melissa, Dracocephalum, Horminum, Melittis, Ocimum, Trichostema, Scutellaria, Prunella, Prasium, Phryma
Ordem 2. Angiospermia (sementes protegidas por um pericarpo no interior do fruto)
Gêneros: Bartsia, Rhinanthus, Euphrasia, Melampyrum, Lathraea, Schwalbea, Tozzia, Pedicularis, Gerardia, Chelone, Gesneria, Antirrhinum, Cymbaria, Craniolaria, Martynia, Torenia, Besleria, Scrophularia, Celsia, Digitalis, Bignonia, Citharexylum, Halleria, Crescentia, Gmelina, Petrea, Lantana, Cornutia, Loeselia, Capraria, Selago, Hebenstretia, Erinus, Buchnera, Browallia, Linnaea, Sibthorpia, Limosella, Aeginetia, Obolaria, Orobanche, Dodartia, Lippia, Sesamum, Mimulus, Ruellia, Barleria, Duranta, Ovieda, Volkameria, Clerodendrum, Vitex, Bontia, Columnea, Acanthus
Ordem 3. Polypetala ( corola com várias pétalas livres desde a base)  
Gêneros: Melianthus